# Station Tende
Station Tende is een spoorwegstation in de Franse gemeente Tende.